# Покариса
Покариса (порт. Pocariça)  —  район (фрегезия) в Португалии,  входит в округ Коимбра. Является составной частью муниципалитета  Кантаньеде. Находится в составе крупной городской агломерации Большая Коимбра. По старому административному делению входил в провинцию Бейра-Литорал. Входит в экономико-статистический  субрегион Байшу-Мондегу, который входит в Центральный регион. Население составляет 1163 человека на 2001 год. Занимает площадь 12,29 км².